# Aleksei Denisenko
Aleksei Denisenko (n. 30 august 1993, Bataisk, Regiunea Rostov, Rusia) este un taekwondist ce a reprezentat Rusia, medaliat olimpic. A participat la 2 ediții ale Jocurilor Olimpice (2012, 2016) în care a câștigat o medalie de bronz.